# Удалов, Александр Петрович
Александр Петрович Удалов (1922 — 2014) — советский судостроитель, бригадир слесарей-монтажников завода «Красное Сормово» (1960—1982). Герой Социалистического Труда.

## Биография
Родился 9 ноября 1922 года в Сормово.
В 1940 году окончил школу ФЗУ по специальности токарь. Поступил на работу на завод «Красное Сормово». В сентябре 1941 года старшина 1-й статьи Удалов в составе учебного отряда подводного плавания был направлен в Махачкалу, где прослужил на подлодке трюмным машинистом более пяти лет. Участвовал в боевых походах на подводной лодке М-104 Северного Флота.
С марта 1948 года вновь слесарь-монтажник второго судомонтажного цеха на заводе «Красное Сормово». В 1960—1982 годах — бригадир слесарей-монтажников. После выхода на пенсию в течение пяти лет был мастером-наставником в горьковском городском профессионально-техническом училище № 5.
Член ВКП (б) с 1949 года. Кандидат в члены ЦК КПСС (1971—1981). Избирался делегатом XXIV и XXV съездов КПСС; членом Горьковского городского Комитета КПСС, депутатом Горьковского городского Совета народных депутатов.
Умер 26 февраля 2014 года в Нижнем Новгороде. Похоронен на Новосормовском кладбище.

## Награды и звания
- Герой Социалистического Труда (30.03.1970)
- орден Ленина (30.03.1970)
- орден Октябрьской Революции (25.03.1974)
- два ордена Отечественной войны II степени (29.11.1943; 11.03.1985)
- медаль «За отвагу» (09.05.1944)
- две медали «За трудовую доблесть» (24.09.1954; 28.04.1963)
- Сталинская премия третьей степени (1950) — за работу в области средств связи
- Почётный гражданин города Горького (1976).